# Shared Space in Bohmte

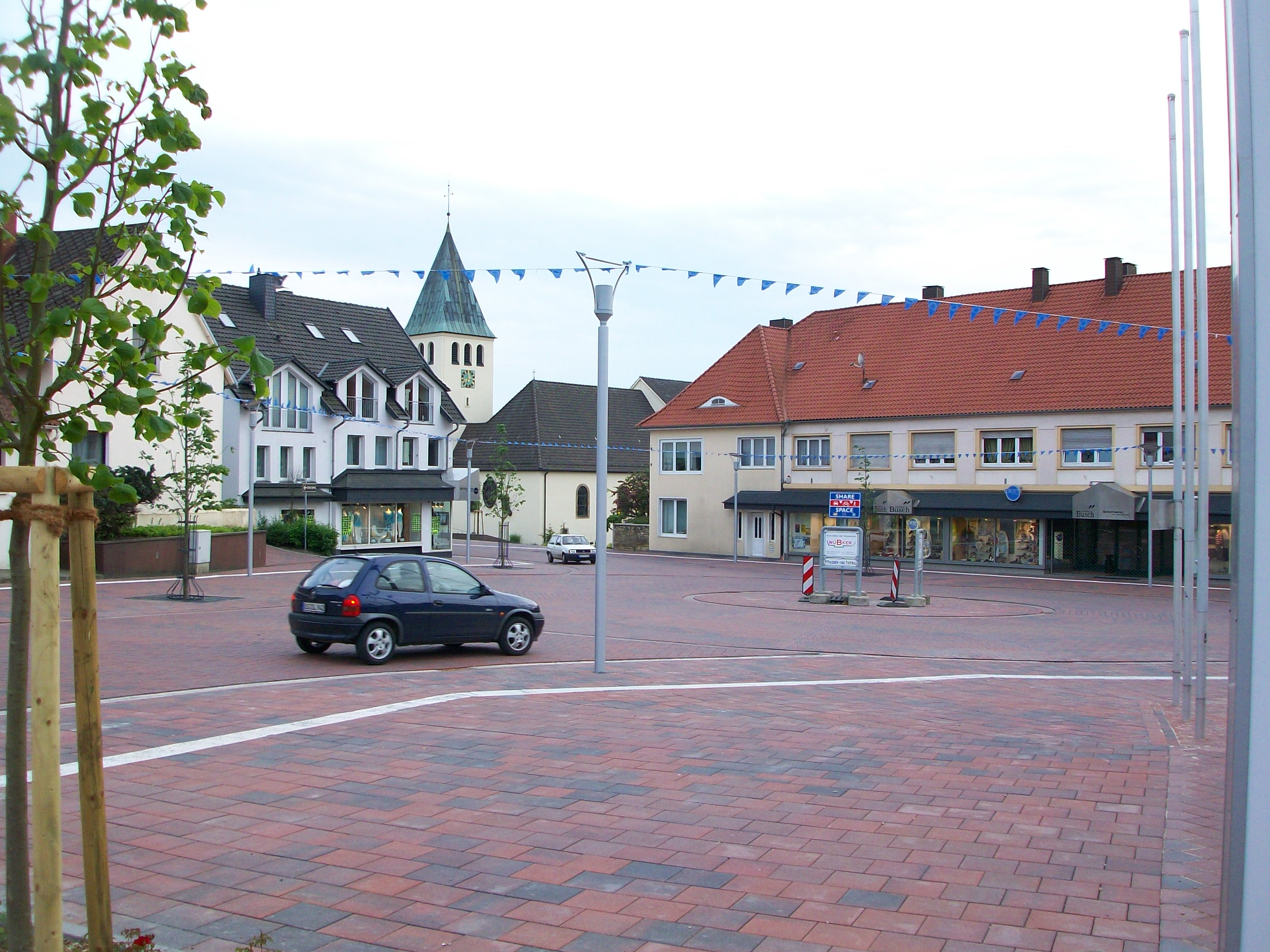
Der Shared Space in Bohmte, 2008

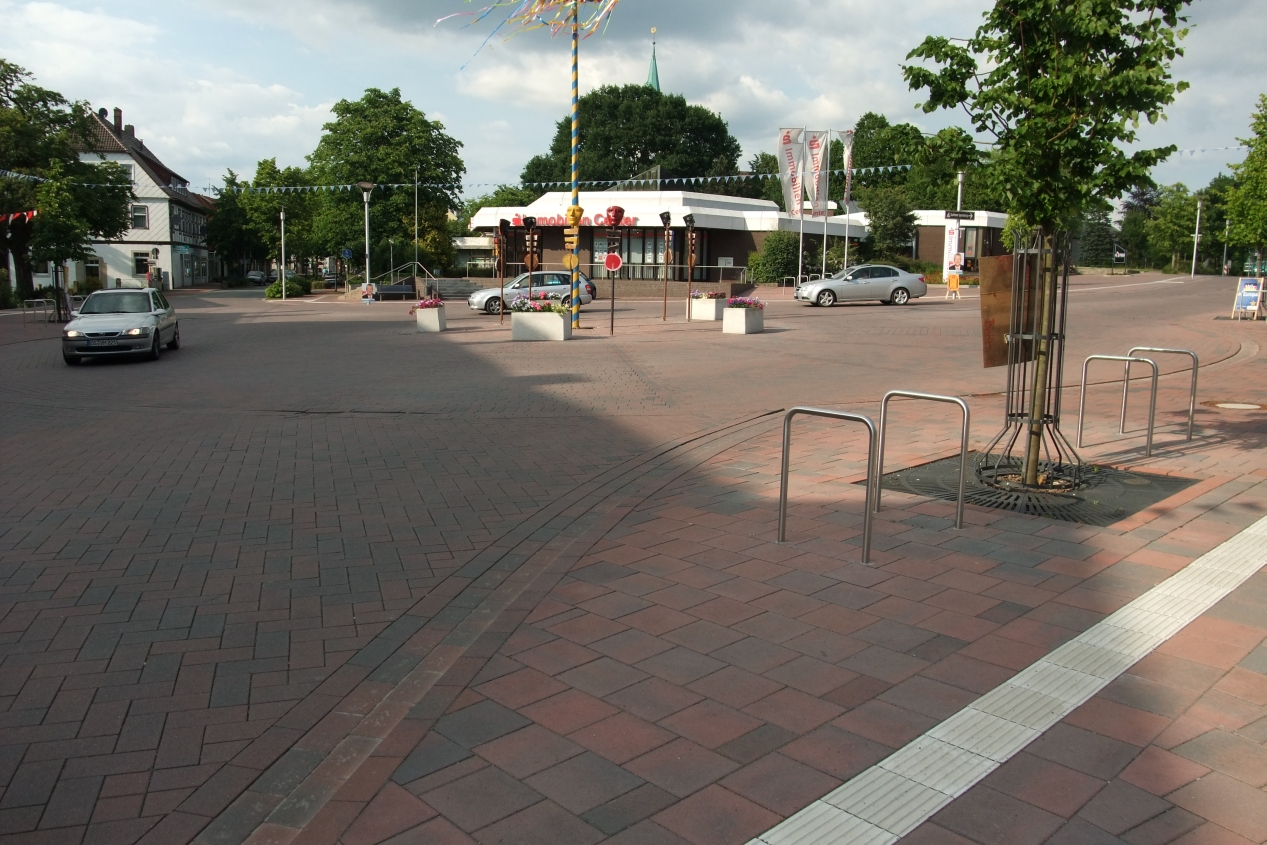
Südseitenansicht, 2009

Der Shared Space in Bohmte ist eine 2008 fertiggestellte Verkehrsanlage in Bohmte, einer Gemeinde im Osten des Landkreises Osnabrück in Niedersachsen. Es ist die erste Umsetzung eines Shared Space in einem Ort mit stark frequentierter Ortsdurchfahrt sowie die erste Umsetzung innerhalb Deutschlands. Letzteres begünstigte ein beachtliches Medienecho in Deutschland. Der Umbau erfolgte im Rahmen des Infrastrukturförderprogramms Interreg North Sea Region Programme der Europäischen Union.

## Prozess der Umgestaltung

### Problemstellung
Seit Mai 2008 gibt es in Bohmte (etwa 13.300 Einwohner), nordöstlich von Osnabrück in Niedersachsen gelegen, eine großflächige Umsetzung des Shared-Space-Konzeptes. Massiver Schwerlast- und Durchgangsverkehr durch Anbindung des Ortes an die Bundesstraßen 51, 65 und 218 sowie Konzentration des durch die Einwohner erzeugten motorisierten Individualverkehrs auf der historischen Bremer Straße (Landesstraße 81) hatte in den vorangegangenen Jahren zu erheblichen Lärmemissionen, Schadstoffbelastungen, Kapazitätseinbußen auf der Straße und Verminderung der Lebensqualität im Ort geführt.
Die Bremer Straße – an ihr befinden sich die wichtigsten öffentlichen Gebäude wie die beiden Kirchen, das Rathaus und der Bahnhof sowie zahlreiche Einzelhandel – wurde zum damaligen Zeitpunkt mit etwa 12.600 Kraftfahrzeugen pro Tag belastet, davon 1.000 Lastkraftwagen. Zwar wurde eine neue Mittelanbindung errichtet, die das Ortszentrum direkt mit der neuen Auffahrt zur Bundesstraße 51 verbindet und somit die Bremer Straße etwas entlastet, sie ist jedoch für höhere Verkehrsbelastung nicht geeignet. Weil das Linksabbiegen in der Mündung der Mittelanbindung im Ortskern zusätzlich nur langsam möglich ist, besteht die starke Verkehrsbelastung auf der Ortsdurchfahrt.
Nachdem Bohmte durch konventionelle Gegenmaßnahmen keine Verbesserung herbeiführen konnte und eine Umgehungsstraße nicht in Frage kam, wurde 2004 der Gedanke des Shared Space aufgegriffen. Die Gemeinde trat dem Infrastrukturprogramm Interreg North Sea Region Programme der Europäischen Union bei und erhielt zusammen mit sechs weiteren Gemeinden in den Niederlanden, England, Dänemark und Belgien finanzielle Förderung zur Umsetzung des Shared Space.

### Politischer Werdegang

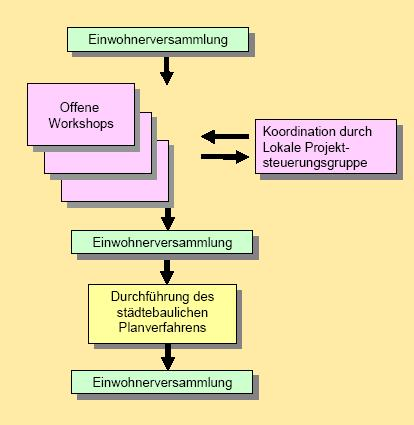
Ablauf des Planungsprozesses

Nach der Entscheidung für Shared Space wurde der Planungsprozess gestaltet. Es entstand eine Lokale Projektsteuerungsgruppe aus Vertretern der Gemeinde und der lokalen Wirtschaft, die den laufenden Planungsprozess koordinierte. Die Projektgruppe wurde verantwortlich für die laufenden Geschäfte und ein Planungsteam aus Verkehrsplanern, Landschaftsarchitekten und Stadtplanern führte das städtebauliche Planungsverfahren durch. Begleitend wirkte auch das internationale Expertenteam aus Friesland, welches für Einhaltung des Shared-Space-Konzeptes zuständig war.
Den Beginn des Planungsprozesses markierten zahlreiche Einwohnerversammlungen, in denen Bürger, Einzelhändler und Gewerbetreibende erste Gedanken sortierten. Es wurden Ortsbegehungen organisiert und Exkursionen ins Ausland zu bereits umgesetzten Shared-Space-Anlagen veranstaltet. Unter der Koordination der Lokalen Projektsteuerungsgruppe fanden im nächsten Planungsschritt offene Workshops statt, in denen Leitvorstellungen für die Wettbewerbsteilnehmer formuliert wurden.
Nach abschließender Evaluation der bisherigen Planungsergebnisse durch weitere Einwohnerversammlungen trat die Gemeinde an das Land Niedersachsen heran, um die Zuständigkeiten abzustimmen und Fördergelder zu erhalten. Es mussten angesichts des neuartigen Verkehrskonzeptes Fragen geklärt werden hinsichtlich der Gültigkeit der Straßenverkehrsordnung, der Rechtsanspruchslage bei Unfällen sowie der Zuständigkeiten der verkehrstechnischen Fürsorge wie Winterdienst und der Straßenreinigungspflicht.
Die Norddeutsche Landesbehörde für Straßenbau und Verkehr hatte Schwierigkeiten, den Bohmter Shared Space in die vorhandene Gesetzgebung einzuordnen, und sah den Förderungsantrag im Widerspruch zur kommunalen Zuständigkeit für ortsinternes Straßenland. Angesichts dieser Widersprüche wurde auf ein Planfeststellungsverfahren verzichtet und stattdessen ein städtebauliches Planverfahren festgesetzt. Das Projekt wurde nun unter zahlreichen Auflagen genehmigt und gefördert. So ist Bohmte dazu verpflichtet, für die Verkehrssicherheit durch etwa Winterdienst zu sorgen, das Straßenland allein zu unterhalten und den Shared Space bei Nichterfolg mit eigenen finanziellen Mitteln rückzubauen. Obwohl Letzteres den finanziellen Ruin der Gemeinde bedeuten würde, wurden die Auflagen akzeptiert, sodass das Planverfahren starten konnte.

### Gestaltungsprozess
Im Planverfahren wurden zunächst die Ortseingänge markiert. Sie bilden die Begrenzung der Kernzone, außerhalb derer entlang der Straßen die Vorzonen des Shared Space definiert wurden. Sie verbinden das historische Ortsgebiet mit dem Ortsrand. Die beiden Zonen lassen sich mittels der angestrebten Geschwindigkeiten charakterisieren. Während in der Kernzone mit einer für Shared Space typischen Geschwindigkeit von weniger als 30 Kilometer pro Stunde gerechnet wird, wird das Tempo in den Vorzonen mit 30 bis 50 Kilometer pro Stunde angenommen. Beide Annahmen resultieren aus den Überlegungen des Shared Space.
Die Unterzentren und Verkehrsschwerpunkte wurden in der Planung als Schwerpunkte des Shared Space definiert. Dazu gehörten der Bahnhofsvorplatz und der Zentrale Platz als Verkehrsknotenpunkt und Ortszentrum. Die Abschnitte zwischen den Schwerpunkten erhielten im gesamten Straßenquerschnitt eine Überarbeitung. Das Standardprofil sah eine Verringerung der Fahrbahnbreite auf 5,5 Meter vor, was eine vorsichtigere Fahrweise provoziert. Der neue Freiraum bietet Platz für historische Baumbepflanzungen, die als einseitige Lindenreihe in den Plan integriert wurden. Der mit Klinkersteinen gepflasterte Gehweg bietet Raum für verschiedenste Aktivitäten und kann auch von Gewerbe und Einzelhandel genutzt werden.
Auf der den Bäumen gegenüberliegenden Seite werden Straßenleuchten aufgestellt, die sich trotz zeitgemäßem Design in das Ortsbild einfügen. Jeweils zwischen Bäumen und Leuchten werden zwei Meter breite Streifen für Längsparker dezent mit punktförmigen Elementen im Pflaster ausgewiesen. Diese Parkstreifen sind gestalterischer Teil des Gehweges und ihm bei Nichtbenutzung zugeordnet. Die im Shared Space nicht eindeutig geklärte Problematik des Parkens soll durch diese Maßnahmen evaluiert werden.
Im Verkehrsschwerpunkt am Zentralen Platz überlagern sich zwei Kreuzungen, die von täglich 12.000 Fahrzeugen passiert werden. In diesem zentralen Ortsbereich wurden vier Gestaltungsvarianten avisiert. Die von der Gemeinde bevorzugte und letztlich auch umgesetzte Variante 1 sah einen einspurigen Kreisverkehr vor, der die Verkehrsbelastung nach konventionellen Rechenmodellen nicht kompensieren könnte. Als Gegenargument wurde der nach den Ideen des Shared Space bereits umgesetzte Kreisverkehr in Drachten angeführt, der – ebenfalls einspurig – täglich 22.000 Fahrzeuge aufnimmt. Variante 2 sah hingegen eine Platzgestaltung vor, bei der möglichst wenig trennende Linien wie angedeutete Bordsteine als Bodenmarkierungen verwendet werden sollen. Stattdessen sollen wiederkehrende Elemente wie Bäume und Beleuchtung Orientierung bieten. Zwar ist die Lösung hinsichtlich gestalterischer Qualität und Nutzbarkeit die überzeugendste, doch ist das Verkehrsaufkommen zu hoch, als dass ein störungsfreier Verkehrsfluss gewährleistet wäre. Variante 3 erweiterte diese Variante um den Vorschlag einer Neubebauung für Geschäftsnutzung, Wohnen oder öffentliche Einrichtungen. Variante 4 griff die Idee der Neubebauung ebenfalls auf, allerdings sollte in diesem Entwurf die Leverner Straße nach Norden verschwenkt werden. Hieraus würden jedoch nur wenige städtebauliche und freiraumplanerische Vorteile resultieren. Insgesamt hat Variante 1 allen anderen zum Vorteil, der Verkehrsbelastung am ehesten gerecht zu werden, sodass dieser Vorschlag im Planungsprozess anzustreben war. Alle Entwürfe folgten der Idee freier Sichtachsen auf ortsbildprägende Gebäude.

### Kosten
Durch die Ergebnisse der öffentlichen Ausschreibung waren die Gesamtkosten des Shared Space von ursprünglich angedachten 1,6 Millionen Euro auf letztendlich rund 2,1 Millionen Euro erheblich gestiegen. In dieser Summe enthalten sind Baukosten, Grunderwerb, Ingenieurleistungen sowie Projektkosten wie Öffentlichkeitsarbeit und Personalkosten. Die Gemeinde Bohmte unterstützte das Projekt bis zum Ende des Projektzeitraums Mitte 2008 mit etwa 1,5 Millionen Euro. Diese Teilfinanzierung wurde durch das Gemeindeverkehrsfinanzierungsgesetz (377.000 Euro), den Landkreis Osnabrück (65.000 Euro) sowie Drittmittel (15.000 Euro) etwa der Sparkasse Osnabrück kofinanziert, sodass der tatsächliche Eigenanteil der Gemeinde etwa eine Million Euro betrug. Der Restbetrag von etwa einer halben Million Euro stammt aus den Förderungen des Interreg-Programms.

## Auswirkungen
Von April bis September 2009 wurde der Shared Space in Bohmte von der Fachhochschule Osnabrück unter der Leitung von Wolfgang Bode vom Kompetenzzentrum für Verkehr und Logistik der Weser-Ems-Region im Rahmen einer Zufriedenheitsanalyse mit begleitenden Verkehrszählungen wissenschaftlich untersucht. Demnach hatte die Umgestaltung der Bremer Straße in Verbindung mit dem Bau der Mittelanbindung der B 51 nur einen geringen Einfluss auf den Verkehr; das Verkehrsaufkommen auf der Bremer Straße sei leicht zurückgegangen. In der Zufriedenheitsanalyse äußerten sich die befragten Anwohner und Gewerbetreibenden überwiegend positiv über den Shared Space und bestätigen eine gestiegene Aufenthaltsqualität. Zudem sei ein verbesserter Verkehrsfluss festzustellen, der zu einer spürbaren Verminderung der Lärm- und Luftbelastung geführt habe. Das neue Verkehrskonzept im Allgemeinen wird jedoch noch immer kontrovers beurteilt. Das Verkehrsverhalten der Verkehrsteilnehmer orientiere sich stark an konventionellen Verhaltensmustern: Die Kraftfahrzeuge benutzen die Straße, die Fußgänger den Gehweg und die Radfahrer tendenziell eher den Gehweg. Im Rahmen der Untersuchungen wurde häufig ein Stocken des Verkehrs beobachtet, teilweise durch zögerliche Fahrweise.
Einheitliche Auswirkungen auf die Verkehrssicherheit lassen sich in Bohmte bislang nicht belegen. Während es in den Jahren vor dem Umbau (2004 bis 2007) im umgestalteten Bereich zu 5 bis 11 Unfällen jährlich kam, geschahen im Shared Space Bereich in den ersten 11 Monaten 16 Unfälle, die allerdings hauptsächlich auf Kollisionen mit Straßenlaternen, beispielsweise beim Rückwärtsausparken, zurückzuführen sind. Vorher wie nachher handelte es sich dabei jedoch zumeist um Bagatellunfälle. Die Anzahl der Unfälle mit Leichtverletzten hat sich gegenüber den Vorjahren nicht verringert: es gab in den ersten 11 Monaten zwei Unfälle mit Leichtverletzten, in den Jahren vor dem Umbau waren es nicht mehr. Unfälle mit Schwerverletzten wurden in den ersten Monaten nicht registriert, in den vier Jahren vor dem Umbau gab es einen Unfall mit schwer verletzten Personen.
Allgemein lässt sich sagen, dass Unfälle mit Personenschaden im Vergleich zum Zeitraum vor der Shared-Space-Realisierung absolut nicht angestiegen, prozentual jedoch stark gesunken sind.
Zusätzlich zu den quantifizierbaren sind auch subjektive Veränderungen festzustellen. So berichtet eine Bewohnerin von ihrem Eindruck, die sozialen Bindungen im Ort hätten sich durch das neue Verkehrskonzept verfestigt. Zudem konnten die Bedenken der Einzelhändler auch nach der eingeschränkten Erreichbarkeit der Geschäfte während der Bauphase zerstreut werden, das Konzept des Shared Space könne fehlschlagen und zu Umsatzeinbußen führen. Die Unterstützung und Befürwortung im Ort hat auch hier dazu geführt, dass die neue Entwicklung im Rahmen der neuen Außenwirkung des Ortes eher als geschäftsfördernd eingeschätzt wird. Durch die Demontage von Schildern und Ampeln besteht zudem eine finanzielle Entlastung der Gemeinde.